# M/S Allure of the Seas
Allure of the Seas er et krydstogtskib i Oasis-klassen ejet af det amerikanske rederi Royal Caribbean International og bygget under navnet Project Genesis af STX Europe på skibsværftet i Åbo i Finland. Skibet er verdens 2. største cruise skib kun overgået af søsterskibet M/S Harmony of the Seas som blev færdigt i 2016. Det 3. største er søsterskibet M/S Oasis of the Seas. 
Den 30. oktober 2010 sejlede skibet under Storebæltsbroen på vej fra værftet i Finland til Florida.

## Generelt
Allure of the Seas overgår sammen med Oasis of the Seas RCCL's hidtil største skibsklasse Freedom-klassen og verdens pt. tredjestørste krydstogtskib Norwegian Epic med ca. 70.000 bruttotons.
Alle kahytter på Allure har balkon enten med havudsigt eller med udsigt over den indvendige promenade. Der er to-etages suiter på op til 150 kvadratmeter. Om bord findes endvidere en svævebane, et casino, et teater, en minigolfbane, volleyball- og basketball-baner, adskillige natklubber, barer, lounges, restauranter, fem swimmingpools og adskillige boblebade.
Skibet er bygget op omkring syv områder benævnt "neighborhoods".

## Galleri
- Allure of the Seas afsejler fra Fort Lauderdale i Florida
- Allure of the Seas passerer under Storebæltsbroen den 30. oktober 2010
- Skibets promenade umiddelbart før færdiggørelsen